# Alterno
Volleybalvereniging Alterno, opgericht in Apeldoorn op 27 juni 1973, is een van de grootste volleybalverenigingen in Nederland. De vereniging telt ruim 750 leden, waarvan meer dan de helft jeugdlid is. In de competitie spelen 87 heren-, dames-, meisjes-, jongens-, mini- en zitvolleybalteams. Dames 1 speelt topdivisie en Heren 1 speelt in de derde divisie. Alle eerste jeugdteams spelen op hoog niveau. Het thuishonk van de vereniging is sinds 1988 de Alternohal. De hal heeft twee competitievelden en twee trainingsvelden.
In 1995 fuseerde Alterno met CB Lions.
In 2012 werd Alterno Nederlands kampioen zitvolleybal en in 2013 won het eerste damesteam met als trainer Ali Moghaddasian de nationale volleybalbeker. Daarnaast werd Alterno in 2006, 2012, 2013 en 2014 uitgeroepen tot beste jeugdopleiding van Nederland. In 2014 veroverde het eerste damesteam, wederom  onder leiding van Ali Moghaddasian, de landstitel voor het seizoen 2013-2014.

## Erelijst
| Competitie          | Mannen | Vrouwen |
| ------------------- | ------ | ------- |
| Landskampioen       |        | 2014    |
| Kampioen Topdivisie | 2015   |         |
| Bekerwinnaar        |        | 2013    |